# Joana Marcús
Joana Marcús Sastre (Mallorca, 30 de junio de 2000) es una escritora española de fantasía, ciencia ficción y romance juvenil. Se inició como escritora en la plataforma digital de lectura y escritura Wattpad a los trece años donde es la única española en el top mundial. En dos ocasiones ha sido ganadora de los Premios Wattys por sus novelas Irresistible propuesta en 2016 y Ciudades de humo en 2019. Es una de las autoras más jóvenes en conseguir un éxito de ventas a nivel internacional. En 2021 Antes de diciembre se posicionó entre las 10 novelas más vendidas en diversos países. En 2022, fue la autora más vendida solo detrás de J.K Rowling, autora de los libros de Harry Potter. Viajó por diversos países y ciudades para promocionar sus historias. Por ejemplo en Madrid, donde colapsó la Gran Vía, y México, donde reunió a cientos de lectores en la FIL de Guadalajara. Sus libros más influyentes son: Antes de diciembre, Después de diciembre y Tres Meses 

## Primeros años
Desde muy joven se interesó por la lectura y la escritura. A los nueve años, como consecuencia de un proyecto escolar, Joana fue alentada por su profesora a seguir escribiendo, debido a su originalidad y buen manejo de la redacción. Esto la animó a comenzar a escribir breves historias que iba recopilando en un cuaderno y que le servían como distracción. Siempre que escribía era feliz.
Alrededor de los once años, Joana descubrió la plataforma digital Wattpad, donde comenzó a leer las historias que publicaban otros usuarios hasta que finalmente a los trece años decidió publicar sus propias historias.

## Trayectoria literaria
Bajo el nombre de usuario juju1255 Joana Marcús a los 15 años ya contaba con 6 historias publicadas en la plataforma Wattpad, pero Irresistible propuesta fue la historia que la hizo conocida en la plataforma, con la que consiguió más de 300 000 visitas.
Debido a este repentino reconocimiento, la autora comenzó a ser víctima de acoso escolar, lo que provocó que Joana se alejara completamente durante dos años de Wattpad y de las redes sociales.
Alentada por uno de sus profesores, Joana Marcús retomó su carrera de escritora y desde entonces no ha dejado de publicar sus historias. Y a pesar de que ha publicado en formato físico con tres editoriales, la autora no abandona la plataforma que la vio crecer y hoy en día puede encontrarse como Joana Marcús en Wattpad, donde cuenta con más de 1 millón de seguidores.

## Obras

#### Saga Meses a tu lado
1. Antes de diciembre (noviembre, 2021). Disponible en Wattpad y en físico, publicado por Wattpad.
2. Después de diciembre (noviembre, 2022). Disponible en Wattpad y en físico, publicado por Wattpad.
3. Tres meses (marzo, 2023). Disponible en Wattpad y en físico, publicado por Wattpad.
4. Las luces de febrero (noviembre, 2023). Disponible en Wattpad y en físico, publicado por Wattpad.

#### Trilogía Fuego
1. Ciudades de humo (2022). Disponible Wattpad y en físico, publicado por Cross Books.
2. Ciudades de cenizas (2022). Disponible en Wattpad y en físico, publicado por Cross Books.
3. Ciudades de fuego (2022). Disponible en Wattpad y en físico, publicado por Cross Books.

#### Bilogía Canciones para ella
1. La última nota (2020). Disponible en Wattpad.
2. La primera canción (2022). Disponible en Wattpad, historia en curso.

#### Bilogía Extraños
1. Etéreo (2024). Disponible en Wattpad y en físico, publicado por Montena.
2. Sempiterno (2025). Disponible en Wattpad y en físico.

#### Trilogía Leyendas de Braemar
1. La reina de las espinas (2021). Disponible en Wattpad.
2. El rey de las sombras (2022). Disponible en Wattpad. Es la continuación del primer libro.
3. La chica de la Luna (2024). Disponible en Wattpad. Historia en curso.

#### Autoconclusivos
1. Irresistible propuesta (2017). Disponible en físico, publicado por Nova Casa Editorial
2. Tardes de otoño (2021). Disponible en Wattpad.
3. Cartas de verano (2023). Disponible en Wattpad.